# Буває і так
«Буває і так» — радянський кольоровий комедійний кіноальманах з трьох новел 1965 року, знятий режисерами Володимиром Архангельським, Язгельди Сеїдовим і Вапою Мухамедовим на кіностудії «Туркменфільм».

## Сюжет
Фільм складається з трьох новел: «Втекла машина», «Скелет Аполлона»; «Нічний сеанс».

## У ролях
- Станіслав Соколов — Ваня Дронов, кіномеханік («Нічний сеанс»)
- Мурад Ніязов — Меред, шофер («Втекла машина»)
- Олексій Смирнов — Аполлон Чокаєв (озвучив інший артист («Скелет Аполлона»)
- Артик Джаллиєв — Давлет Мурадович («Нічний сеанс»)
- Валентина Кошелєва — Алтинтач («Нічний сеанс»)
- А. Сариєв — начальник («Нічний сеанс»)
- Антоніна Рустамова — Курбанова, автоінспектор («Втекла машина»)
- Сейдулла Чариєв — старий (озвучив Георгій Мілляр («Втекла машина»))
- Георгій Віцин — Назлієв («Скелет Аполлона»)
- Ораз Ходжаєв — Тораєв (озвучив Георгій Шігель («Скелет Аполлона»))
- Ніна Агапова — Жанна Терентіївна Находкіна-Приходкіна («Скелет Аполлона»)
- Савелій Крамаров — Вєсьолкін, художник («Скелет Аполлона»)
- Олена Рисіна — секретар («Скелет Аполлона»)
- А. Хуммедов — епізод («Нічний сеанс»)
- Мухаммед Черкезов — епізод («Втекла машина»)
- Акмурад Бяшимов — старшина міліції («Втекла машина»)
- Шукур Кулієв — шашличник («Втекла машина»)
- Євген Моргунов — співробітник в Ленінграді («Скелет Аполлона»)
- Еммануїл Геллер — тренер («Скелет Аполлона»)
- Георгій Мілляр — лікар санепідемстанції («Скелет Аполлона»)
- Людмила Карауш — епізод («Скелет Аполлона»)
- Всеволод Тягушев — робітник («Скелет Аполлона»)
- В'ячеслав Гостинський — робітник («Скелет Аполлона»)
- Семен Крупник — диригент («Скелет Аполлона»)
- Борис Молодан — міліціонер («Скелет Аполлона»)
- Б. Диканський — епізод («Скелет Аполлона»)

## Знімальна група
- Режисери — Володимир Архангельський, Язгельди Сеїдов, Вапа Мухамедов
- Сценаристи — Володимир Амлинський, Ю. Леонов, Юлій Юлін
- Оператори — Борис Оліфер, Валерій Рекут, Геннадій Цекавий, Віктор Якушев
- Композитори — Аман-Дурди Агаджиков, Едісон Денисов, Мурат Атаєв
- Художники — Олексій Філь, Олександр Чернов, Володимир Артиков, Арнольд Вайсфельд